# معراخ
المعراخ (بالعبرية: המערך) (همعراخ بمعنى التجمع العمالي) هو تجمع حزبي إسرائيلي تشكل عام نتيجة لوحدة حزب العمل الإسرائيلي مع حزب ماباي  عام 1969 وأمسك بزمام الحكم فيها حتى عام 1977. وعاد ليفوز عامي 1981 و1984. وفي انتخابات الكنيست عام 1988 دخل الانتخابات ضمن تجمع جديد لحزب العمل وفاز ب 39 مقعد.